# Мілина

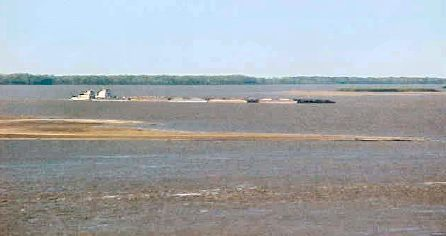
Мілини у фарватері річки Бахо

Мілина́ — підвищення дна водойми (моря, озера) або водотоку (річки). Зазвичай утворені наносом піску або гальки, може також бути вулканічного походження, або результатом діяльності людини, або тварин. Мілину біля берегів водойми або водотоків називають обмілиною, мілководдям; мілководну область океанів, що примикає до материків — континентальним шельфом. Мілина може бути прихована під водою постійно або з'являтися на поверхні води періодично (наприклад, під час відливу в морях, зміни рівня води в річках від водності) у вигляді островів, кіс тощо.
Мілини заважають судноплавству, через них можливі корабельні аварії. Річковими мілинами, за можливості перетнути річку пішки, або сухопутним транспортом, влаштовують броди.

## Галерея

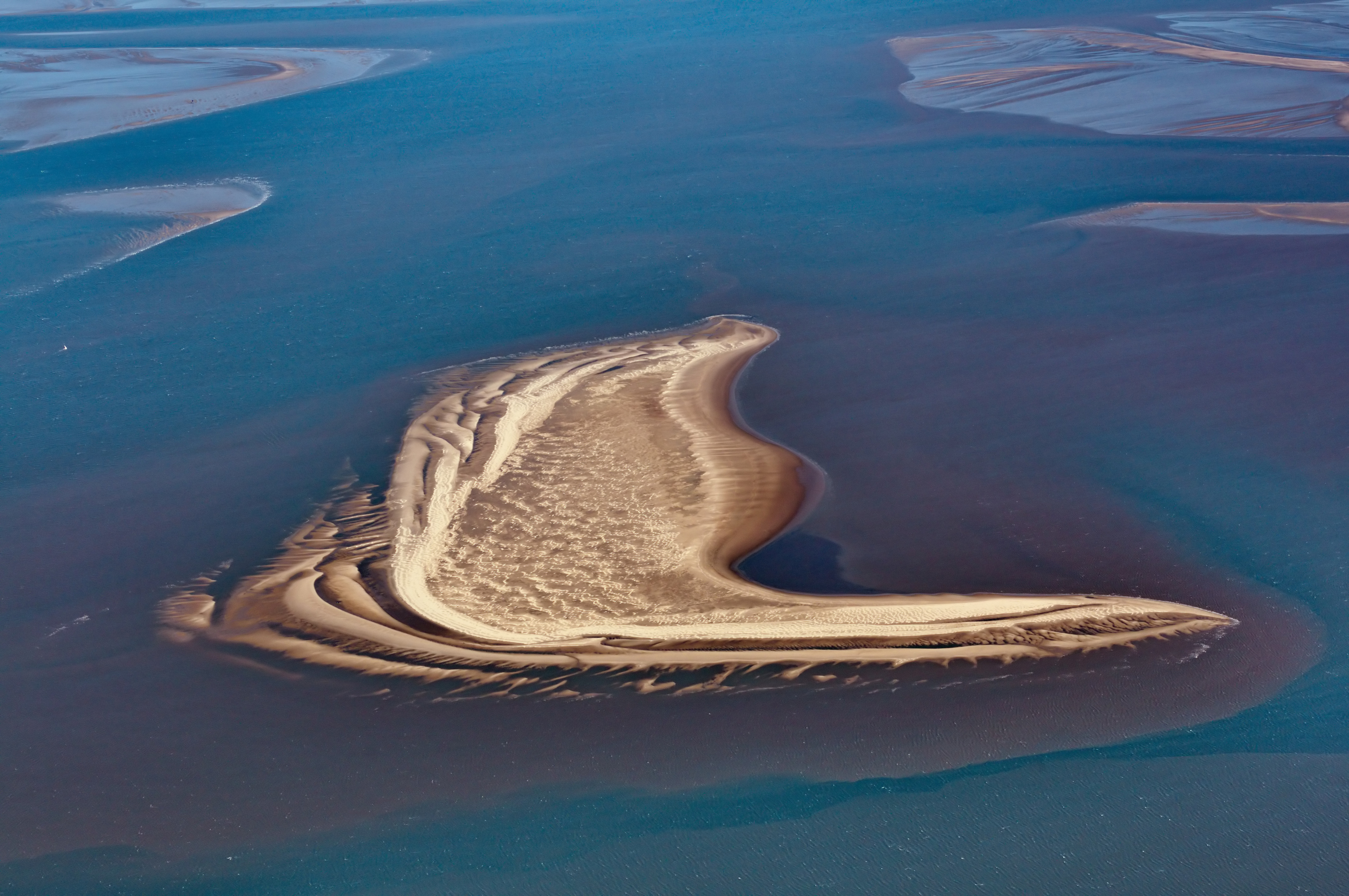
Мілини Ваттового моря під час відпливу
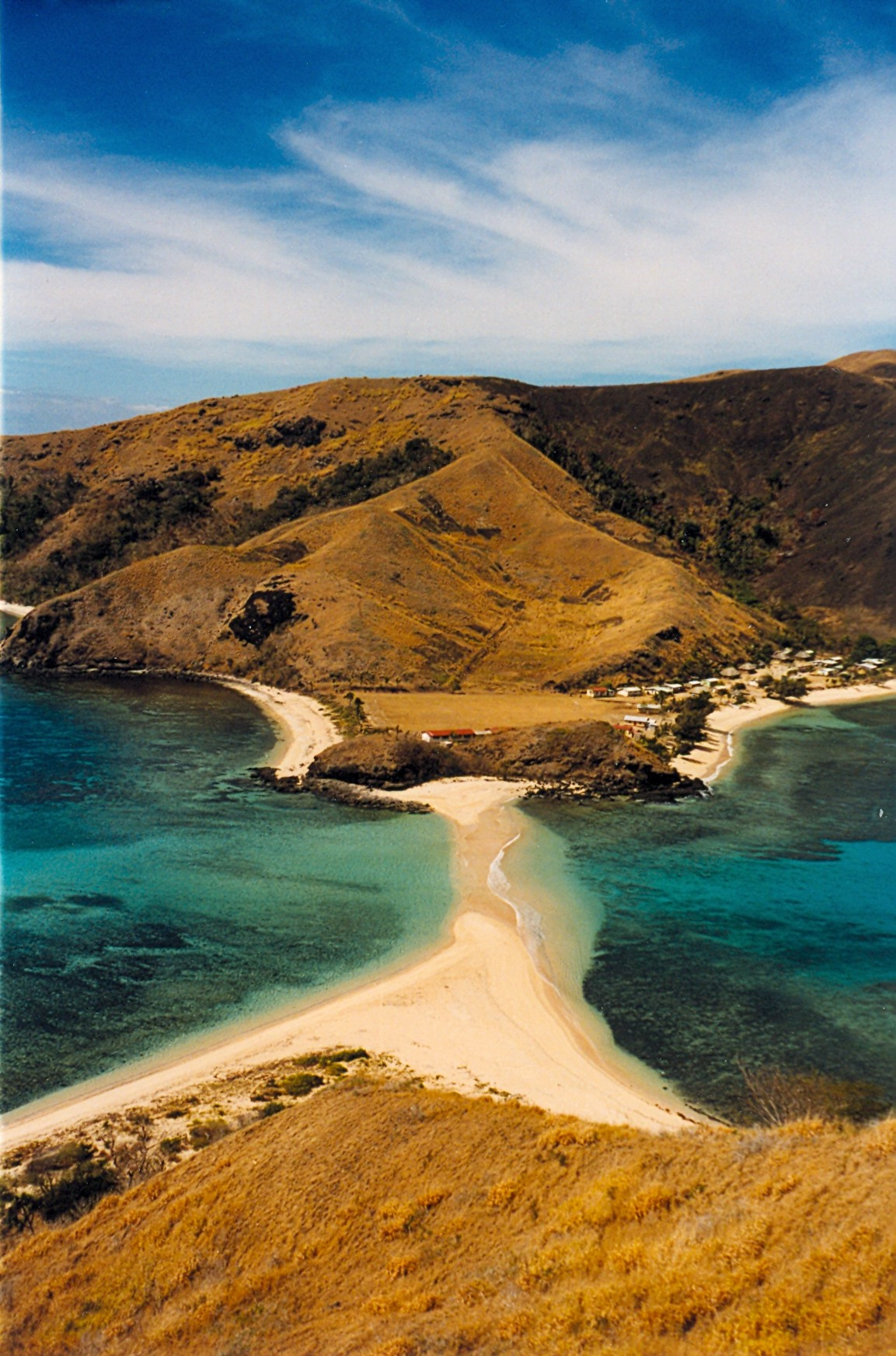
Томболо
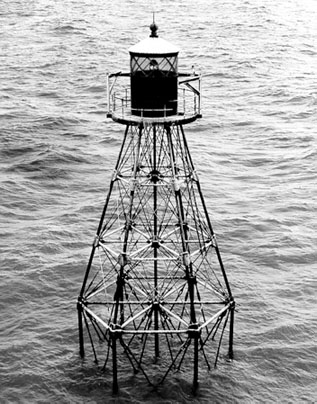
Маяк на позначення мілини